# Zelená špalda

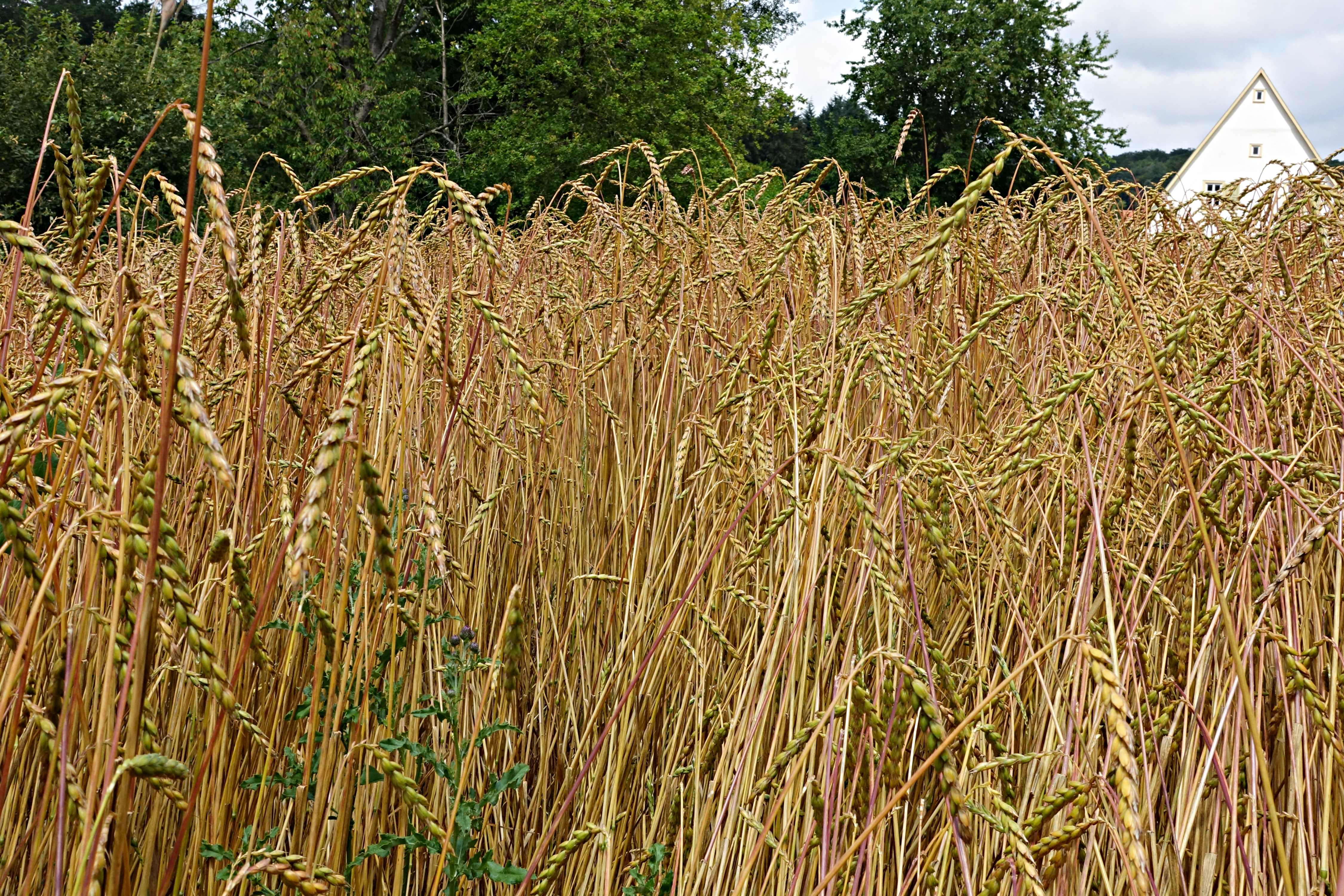
Špalda, z níž se připravuje grünkern

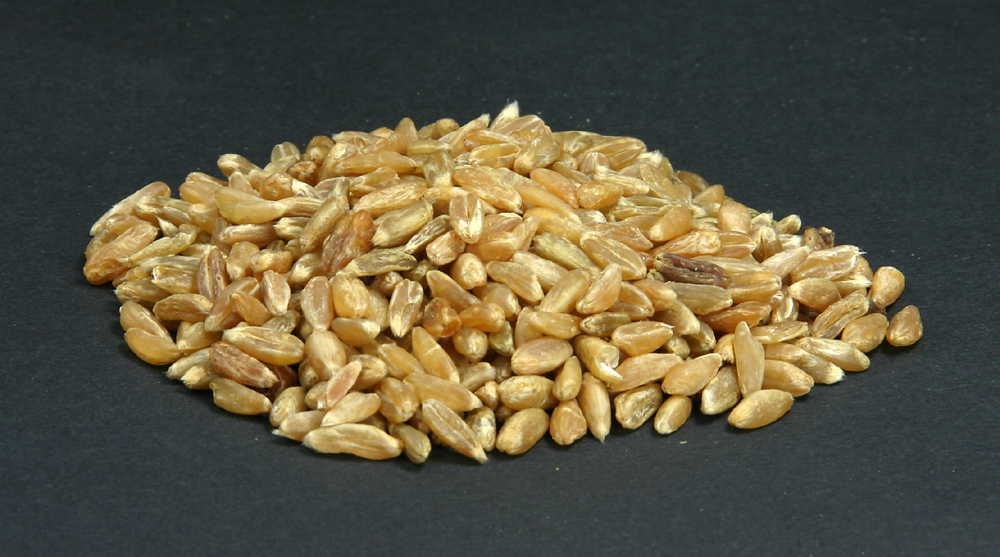
Loupaná zelená špalda

Zelená špalda či grünkern, někdy též zelená zrna či zelený kaviár  je vlastně špalda, která byla sklizena ještě před dozráním, na začátku takzvané voskové zralosti zrn, a poté uměle usušena. Právě podle zelené barvy zrn dostal grünkern své jméno. Sklizené zelené zrní se suší asi při 120 °C, přičemž vzniká ono nezaměnitelné aroma zelené špaldy. Špalda pro tyto účely se pěstuje zejména kolem města Boxberg v jižním Německu.
100 gramů zrn zelené špaldy obsahuje průměrně 11,6 % bílkovin, 63,2 % všech sacharidů, 2,7 % tuku, 8,8 % vlákniny a řadu minerálních látek, především fosfor (0,4 %), hořčík (0,13 %), draslík (0,45 %), železo (0,004 %) a sodík (asi 0,003 %).

## Historie
První zmínka o grünkernu pochází z roku 1660. V té době panoval v Německu hladomor. Kvůli silným bouřkám, které často doprovázelo krupobití, sklízeli rolníci pšenici raději nezralou, aby si zachovali alespoň část úrody. Nezralé zrno pak sušili, díky čemuž se prodloužila doba, po kterou je bylo možné skladovat.
Až do poloviny 19. století se grünkern sušil jen pro domácí potřebu. Od roku 1850 se začala zelená špalda využívat i v dalších odvětvích, vyráběl se z ní například slad pro pivovary. Po roce 1870 začala výroba tohoto zeleného jádra vzrůstat. Rozkvět zaznamenala zejména v období obou světových válek, kdy produkce vzrostla až na 6000 tun ročně.

## Příprava
Tradiční způsob přípravy zelené špaldy se používal asi do poloviny 20. století. Nezralá špalda se posekala, stonky se svázaly do svazků, od nichž se pomocí železných hřebenů oddělovaly klasy, jež se pak sušily v sušárnách, často umístěných kvůli nebezpečí požárů mimo města či obce. Centrální část sušárny zabíral rošt, pod nímž se topilo dřevem. Na něj se rozložily klasy s vysokým obsahem vody (až 50 %) a sušily se a pražily za teploty 120–180 °C. Při tomto procesu byl obsah vody v zrnech snížen až na 13 %. Špaldová zrna získala pražením typickou chuť a vůni. Pro další použití se zrna musela zbavit slupek a případně semlít.